# الفوزان القابضة (شركة)
شركة الفوزان القابضة (بالإنجليزية: Al Fozan Holding Company)،  (اختصارًا: الفوزان القابضة) هي شركة قابضة تتّخذ من المملكة العربية السعودية مقرًا لها، ويمتدّ نطاق أعمالها إلى دول مجلس التعاون الخليجي والشرق الأوسط. وهي واحدة من الشركات العائلية في السعودية وعلي مدار 60 عاما جمعت الشركة محفظة استثمارية متنوعة للغاية تشمل العديد من الصناعات بما في ذلك البيع بالتجزئة والتصنيع والعقارات والتجارة.
منذ تأسيسها كشركة قابضة، تضمّنت إستراتيجية الفوزان شركات فرعية مملوكة بالكامل، وإدارة المحافظ لعدد من الشركات الفرعية الأخرى وشركات ناشئة ذات إمكانات نمو واعدة. وتسعى إلى بناء تحالفات وعمليات دمج ومشاريع مشتركة تعزّز مكانتها القوية في السوق.

## الأهداف الاستراتيجية للشركة
تقوم الأهداف الاستراتيجية للفوزان على التعاون وبناء الشراكات مع المستثمرين الناجحين والبارزين الذين يطمحون للتوسّع جغرافيا في المنطقة وفقاً لأبحاث السوق. كما تهدف الشركة لتوسيع نطاق انتشارها لخلق حضور في الساحة العالمية، مما أدى إلى استمرار نموها خلال السنوات الماضية، مع نسبة انتشار تصل إلى 70 % داخل المملكة، و30 % في جميع أنحاء دول مجلس التعاون الخليجي.

## المسؤولية الاجتماعية للفوزان القابضة
وفقاً لاستراتيجية الشركة فإن المسؤولية الاجتماعية تأتي في مقدمة أولوياتها، وتقدم أعمالها المجتمعية المختلفة من خلال ذراعها الاجتماعي «الفوزان لخدمة المجتمع» كبرنامج يعنى بمتابعة المسؤوليات الاجتماعية والأعمال الخيرية، بهدف المساهمة في بناء مستقبل أفضل للمجتمع والاقتصاد والبيئة. وأن يكون لشركات المجموعة والملاك والموظفين تأثيرًا إيجابياً في حياة الأفراد والمجتمعات. وقد أطلقت الفوزان العديد من المبادرات منها: أكاديمية الفوزان لتطوير قيادات المؤسسات غير الربحية، جائزة عبد اللطيف الفوزان لعمارة المساجد، جمعية ارتقاء، مركز عبد اللطيف الفوزان للتوحد، مركز الفوزان للتأهيل الشامل، كما ساهمت الشركة في تأسيس جمعية إطعام.

## الفوزان القابضة محفظة متنوعة
تعمل شركة الفوزان القابضة مع قادة الصناعة في القطاعين العام والخاص لبناء وتطوير شراكات أو تحالفات تخلق فرصاً جديدة للجميع، واستكشاف الفرص الاستثمارية من الصناعات الحيوية المتنوعة. وقد عملت الشركة على توسيع محفظتها الاستثمارية لتشمل صناعات مختلفة مثل المعدات الكهربائية والنفط والغاز والإنشاء ومستلزمات الرعاية الصحية، مواكبة لتطلعات المملكة تجاه التنويع الاقتصادي.

## الشركات التابعة

### الشركة المتحدة للإلكترونيات «اكسترا»
تأسّست الشركة المتحدة للإلكترونيات «اكسترا» في عام 2003م، كأول مشروع لمجموعة الفوزان في قطاع التجزئة يقدم تجربة تسوق متكاملة في مجال الأجهزة الإلكترونية الاستهلاكية والأجهزة المنزلية مثل الهواتف المحمولة والكاميرات ومنتجات العناية الشخصية وغيرها. أدرجت اكسترا في السوق المالية السعودية (تداول) منذ عام 2011، وصنفت كواحدة من أفضل مائة علامة تجارية في المملكة العربية السعودية، كما حازت لقب أفضل متاجر التجزئة في المملكة ضمن قائمة المائة للشركات السعودية الأكثر نموًا. ويرأس مجلس إدارتها الأستاذ عبد الله عبد اللطيف الفوزان.

### شركة رتال للتطوير العمراني
تأسست شركة رتال للتطوير العمراني في سنة 2012 بإمكانات كبيرة لتنضم إلى مجموعة شركات الفوزان. ا. وفي الخُبَر انطلقت رتال بخطىً راسخة في مجال تطوير وتنفيذ المشاريع السكنية والتجارية في المملكة العربية السعودية مستندة على رؤية طموحة تناسب مكانتها كشركة رائدة تقدم حلولاً سكنية تواكب التطور المتسارع وتلبي احتياجات البنية التحتية العقارية المتنامية في المملكة.

### شركة مدار لمواد البناء
تصنف من أكبر مستوردي مواد البناء في المملكة العربية السعودية وتنشط في تجارة الأخشاب، حديد التسليح، المعادن، الألمونيوم والعوازل. ومنذ تأسيسها في عام 1969 ظلت تلتزم بالجودة العالية لمنتجاتها، طبقت شركة مدار برنامج تنمية ذاتية جعل منها قوة دينامكية في الأسواق الأقليمية، تمتلك مصنع قص وثني الحديد في مدينة دبي وتدير أكثر من 70 منفذا للبيع بالتجزئة في السوق الخليجي.
مداد القابضة
انطلقت مسيرة مداد القابضة من مدينة الخبر في عام 2007 كذراع تجاري للنفط والغاز والطاقة لمجموعة الفوزان، تقدم المداد بالتعاون مع شركاء دوليين، خدمات الطاقة لقطاعات النفط والغاز والتعدين والمياه، ومقرها الرئيسي في الخبر بالمملكة العربية السعودية.
شركة بوان
تأسست شركة بوان القابضة في العاصمة السعودية الرياض عام 1980 وأصبحت واحدة من ابرز المجموعات الصناعية في السعودية التي تدعم المشاريع التنمية الصناعية والتجارية والسكنية، التي تعد حاليا من الشركات في مجال الاستثمارات الصناعية وتصنيع مواد البناء والإنشاء في الشرق الأوسط. تحولت البوان في 2011 الي شركة مساهمة براس مال 600 مليون ريال سعودي. توظف قدراتها لتقديم محفظة شاملة من الخدمات والمنتجات المطابقة للمعايير العالمية حيث تدور سلسلة من المصانع في المملكة السعودية والمنطقة وتنشط في تصنيع المنتجات المعدنية، والخشبية والخرسانية والكهربائية والبلاستيكية.

### أوفا
هي إحدى شركات مجموعة الفوزان القابضة تعمل علي توفير حلول الخدمات المتكاملة في مجال الكهرباء والطاقة، وذلك منذ تأسيسها عام 2008.

### شركة نايس
رائدة في نشاط المستلزمات المنزلية بالمملكة العربية السعودية، تأسست الشركة في عام 2013.

### تدبير العقارية
تأسست شركة تدبير العقارية في عام 2014، من قبل شركة رتال للتطوير العمراني في مجال إدارة وصيانة المرافق. تهدف الشركة الي تقديم قيمة مضافة حقيقة للمتلكات والأصول من خلال تعزيز كفاءتها التشغيلية وادائها وزيادة عمرها الي اقصي حد، تقدم تدبير خدماتها وفق رؤية تناسب مجتمعاتها وتعزز قيمة الشركة كمطور موثوق للمشاريع المكتبية والسكنية.

## أعمالها

### المراكز التجارية بالرياض
تعتزم شركة الفوزان القابضة وشركة المباني الكويتية علي إنشاء مراكز تجارية بالرياض باستثمارات تصل الي 2.1 مليار دولار، والبدء بشراء الأراضي وافتتاح المجمعات التجارية والسكنية والفندقية والمنتجعات السياحية. هذة الأستثمارت في اراضي بشمال الرياض عاصمة المملكة السعودية ستفيد الكثير من المواطنين وخلق فرص عمل، يعتبر هذا المشروع مفيد للزيادة السكانية والمتطلبات العصرية والمرافق والماركات العالمية.

### مذكرة مع صندوق تنمية الموارد البشرية
وقعت شركة الفوزان القابضة مذكرة تعاون مع صندوق تنمية الموارد البشرية تشهد علي تدريب عدد من الكوادر للعمل في شركة الفوزان، كانت المذكرة برعاية صاحب السمو الملكي الأمير محمد بن فهد أمير المنطقة الشرقية في مدينة الخبر. تسعي الشركة بهذة الاتقاقية بتوطين الوظائف والاكتفاء من العمالة الأجنبية.

### مركز لخدمة ذوي القدرات الخاصة
من المشاريع التي اعتزمت الشركة هو إنشاء مركز لذوي الاحتياجات الخاصة في مدينة الزلفي بمبلغ 30 مليون ريال، يأتي هذا المشروع لتنمية المجتمع وزيادة الأعمال الخيرية.

## المسؤولية الأجتماعية
- ارتقاء

هي جمعية خيرية مسجلة لدى وزارة العمل والتنمية الاجتماعية، تُعنى بجمع الحاسبات الآلية المستخدمة وإعادة تأهيلها ثم توزيعها على الجهات الاجتماعية والتعليمية، وذلك بالشراكة مع شركة «اكسترا». وهي إحدى مبادرات الفوزان لخدمة المجتمع.
- أكاديمية الفوزان

تسعى لتطوير قيادات وكوادر إدارية للمؤسسات غير الربحية ورفع كفاءتهم تأسست أكاديمية الفوزان لتطوير قيادات المؤسسات غير الربحية، وهي ثمرة تعاون مشترك بين جامعة الملك فهد للبترول والمعادن وبرنامج الفوزان لخدمة المجتمع.
- مركز عبد اللطيف الفوزان للتوحد

مركز الفوزان للتوحد هو مشروع خيري بمبادرة من مجموعة الفوزان سيقام على أملاك وزارة التعليم والمخصص لخدمة ذوي اضطراب التوحد في محافظة الخبر.
- جائزة عبد اللطيف الفوزان لعمارة المساجد

هي جائزة دولية تختص بعمارة المساجد والإسهام في تطوير فن عمارة المساجد وتقدير ودعم فن عمارة المساجد الراقي والمعاصر حول العالم، والتعريف بالنماذج المتميزة لتصميم المساجد ودعم مسيرة الإبداع الهندسي في تشييدها، بدأت الجائزة دورتها الأولى في عام 2014، وتتخذ من مدينة الخبر شرق المملكة العربية السعودية مقرا لها، وقد أطلق الجائزة وتبناها الشيخ عبد اللطيف الفوزان، تمنح الجائزة مرة كل ثلاث سنوات، وقد خصص متبني الجائزة الشيخ عبد اللطيف الفوزان ريع وقف قيمته 60 مليون ريال سعودي (16 مليون دولار أمريكي) بالكامل لتمويل الجائزة وضمان استمراريتها.

## وصلات خارجية
الموقع الرسمي للفوزان القابضة